# Nisaetus philippensis
L'aquila dal ciuffo delle Filippine (Nisaetus philippensis (Gould, 1863)) è un raro uccello accipitriforme della famiglia degli Accipitridi endemico delle isole omonime.

## Descrizione

### Dimensioni
Misura 56-69 cm di lunghezza, per un peso di 1168-1280 g nella femmina; l'apertura alare è di 105-125 cm.

### Aspetto
Questa aquila dal ciuffo tipica ha una lunga cresta e parti superiori prevalentemente scure. La coda è grigia con numerose barre nerastre. La gola è chiara e il petto rossiccio è coperto da strisce scure. Le cosce presentano delle barre scure. L'aquila dal ciuffo delle Filippine ricorda in qualche modo il pecchiaiolo barrato o il pecchiaiolo orientale (Pernis ptilorhynchus) con i quali condivide l'areale, ma questi ultimi due si distinguono per i tarsi nudi, il becco e la testa di dimensioni più ridotte, il collo più lungo e il corpo più snello. Inoltre, la parte terminale delle loro ali è più parallela. L'aquila dal ciuffo delle Filippine può anche essere confusa con l'aquila dal ciuffo variabile (Nisaetus cirrhatus) a causa del polimorfismo di entrambe le specie. La forma chiara è fortunatamente la più comune tra le aquile dal ciuffo delle Filippine, il che rende più facile riconoscerle. Tutte queste specie precedentemente descritte hanno generalmente una costituzione più robusta, con ali che si estendono oltre la punta della coda. Generalmente la femmina è tra il 12 e il 20% più grande del maschio. L'iride è giallo brillante, la cera è nero-grigiastra e le zampe sono gialle opache. I giovani hanno la testa più chiara, così come parti inferiori più chiare con alcune barre impercettibili sul ventre e sui fianchi. Le ali dei giovani sono chiare alla base e all'estremità. Il piumaggio adulto viene indossato a partire dall'età di quattro anni.

### Voce
L'aquila dal ciuffo delle Filippine emette degli yiep yiep o dei wheet-whit. Queste grida sono composte da quattro sillabe come quelle dell'aquila dal ciuffo variabile (Nisaetus cirrhatus), ma sono meno elevate e meno urlanti di queste. L'animale vocalizza e si esprime soprattutto alla fine della sera, poco prima del calare della notte.

## Biologia
Le aquile dal ciuffo delle Filippine vivono da soli o in coppia. Effettuano frequenti scivolate e voli planati. Tuttavia, gli studiosi hanno riscontrato solo poche parate aeree durante la stagione di nidificazione. Questi uccelli non sono migratori. I giovani possono effettuare brevi viaggi tra le isole e le isolette, ma gli immaturi sono piuttosto sedentari e non abbiamo alcuna testimonianza di migrazioni attraverso il passo di Dalton (Luzon), che costituisce un abituale luogo di transito per le altre specie.

### Alimentazione
Non abbiamo nessuna informazione dettagliata sul menu di questa specie. Infatti l'osservazione di questo rapace è resa molto difficile dal fatto che ha una certa predilezione per i posatoi ben nascosti. Secondo Christie, un importante tasso di dimorfismo tra il maschio e la femmina dimostrerebbe che questo uccello sia principalmente un predatore di uccelli. Handbook of the Birds of the World conferma questo in una certa misura, affermando vagamente che il pasto di questo rapace è composto principalmente da uccelli di grossa taglia e da mammiferi.

### Riproduzione
Non possediamo alcuna informazione significativa su questa parte della sua biologia. I maschi presentano gonadi particolarmente sviluppate nel mese di gennaio, il che rende possibile determinare il periodo pre-riproduttivo. È stato detto che le aquile dal ciuffo delle Filippine eseguano rituali di parata alla fine di marzo, correlati probabilmente alla formazione delle coppie e all'inizio della stagione riproduttiva.

## Distribuzione e habitat
Le aquile dal ciuffo delle Filippine frequentano le montagne situate al centro di regioni pianeggianti e collinari. Non disdegnano le aree boschive aperte che hanno subito un abbattimento selettivo e ragionevole, ma di solito preferiscono gli spazi forestali in cui lo sfruttamento è stato interrotto da almeno 20-30 anni. Sembrano tuttavia evitare le zone di foresta in cui i tronchi e i rami sono rivestiti di muschio, che talvolta l'animale tende a rimuovere. Questo rapace di medie dimensioni vive fino a 1000 metri di altitudine, ma può spingersi fino a 1900 metri sull'isola di Mindoro. In altre regioni, è stato rinvenuto occasionalmente fino a 2500 metri.

## Tassonomia
Questo rapace è stato descritto nel 1863 dall'ornitologo britannico John Gould come Spizaetus philippensis. Recenti studi filogenetici hanno portato al suo spostamento, assieme ad altre specie in precedenza assegnate al genere Spizaetus, nel genere Nisaetus. Come suggerisce il nome, questo uccello della famiglia degli Accipitridi è endemico delle Filippine. La maggior parte degli autori lo tratta come una specie monotipica, vale a dire priva di sottospecie regionali. Fa eccezione, tuttavia, uno dei più grandi esperti di rapaci, David Christie, che nella sua colossale opera su questo gruppo di volatili lo considera come un taxon plurispecifico, riconoscendone due sottospecie: S. p. philippensis, la sottospecie nominale (diffusa a Luzon e, verso sud, fino a Mindoro), e S. p. pinskeri, la sottospecie meridionale (presente nelle isole di Mindanao, Samar, Negros e probabilmente Panay). Il Comitato Ornitologico Internazionale classifica quest'ultima entità come specie a sé stante (Nisaetus pinskeri).

## Conservazione
Secondo Christie, l'aquila dal ciuffo delle Filippine viene generalmente considerata rara e sempre più a rischio, in quanto viene avvistata solamente in rare occasioni. Una ricerca approfondita sull'isola di Luzon ha fornito solamente poche informazioni significative. Nonostante la continua deforestazione, gli studiosi sperano che la popolazione sia più numerosa del previsto nell'area di 300.000 chilometri quadrati che costituisce il suo areale attuale. La presenza di giovani aquile delle scimmie (Pithecophaga jefferyi) e di giovani aquile dal ciuffo variabili (Nisaetus cirrhatus) della razza orientale limnaeetus può infatti causare confusioni nella carrotta identificazione durante il periodo di dispersione dei giovani. Uno studio accurato stima la popolazione di questi animali tra 200 e 220 coppie a Luzon e 320-340 coppie a Mindanao, le due isole più grandi dell'arcipelago. La IUCN classifica la specie come «in pericolo» (Endangered) e ne stima il numero di esemplari tra i 400 e i 600 individui maturi. Nel 1980 un censimento determinò la presenza di 220 coppie sui monti della Sierra Madre (Luzon).
La specie è inserita nell'Appendice II della Convention on International Trade of Endangered Species (CITES).
Parte del suo areale ricade all'interno di aree naturali protette, tra cui il parco naturale del Monte Isarog, il parco naturale della Sierra Madre settentrionale e il parco nazionale di Bataan.